# گیلدا
گیلدا (به انگلیسی: Gilda) فیلمی به کارگردانی چارلز ویدور محصول ۱۹۴۶ کشور آمریکا است.
در این فیلم ریتا هیورث ستاره افسانه‌ای تاریخ سینما یکی از بهترین نقش‌هایش را تجربه کرده و عمده شهرت وی نیز به خاطر همین فیلم می‌باشد. این فیلم از نمونه‌های شاخص فیلم نوار به‌شمار می‌آید. در فیلم رستگاری در شاوشنک لحظه کوتاهی از این فیلم هنگام نمایش در سینما نشان داده می‌گردد.

## خلاصه داستان
بالین (مک‌ریدی) صاحب یک کازینوی بزرگ در بوینس‌آیرس است. او برای امور حراستی کازینو مردی به‌نام جانی (فورد) را به‌کار می‌گیرد. جانی پس از چندی متوجه می‌شود که گیلدا (هیورث) معشوقه سابقش همسر کنونی بالین است. بالین که از رابطه جانی و گیلدا با خبر شده ناپدید می‌شود. جانی و گیلدا با این تصور که بالین کشته شده با هم ازدواج می‌کنند، اما پس از چندی سر و کله بالین پیدا می‌شود.

## دربارهٔ فیلم
از بهترین‌های ویدور و تهییج‌کننده‌ترین فیلم‌های دوره خود؛ با پرداختی کاملاً سورآلیستی از فضای بوینس آیرس. در پس دنیای پرزرق‌وبرق، صحبت‌های عاشقانه و رفتار مبادی آداب آدم‌ها، دنیائی از فساد و خیانت نهفته است. اما اهمیت فیلم بیشتر به خاطر شخصیت گیلدا با بازی هیورث است که با آن لباس‌ها (کار ژان لوئی) و مدل موهایش یکی از ویرانگرترین تصاویر زن تاریخ سینما را ارائه می‌کند. سبک بصری ویدور به لطف کار فیلم‌بردار استادش، ماته، تصاویر درخشانی از کوچه‌های تاریک و سالن‌های قمار دود گرفته (به‌خصوص نورپردازی چهره بالین که دنیایی از کینه در پس آن نهفته) به دست می‌دهد.